# Árabe bareiní
El árabe bareiní (también llamado árabe baharna o bahrani) es una variedad dialectal de árabe hablada en Arabia oriental y Omán En Baréin, esta variedad es usada primordialmente en las localidades chiíes y en algunas partes de Manama.

## Introducción
El árabe bareiní ha sido influido significativamente por el arameo medieval y el siríaco. Una característica sociolingüística interesante de Baréin es la existencia de tres subdialectos distintos: el árabe bareiní, árabe bareiní sunita y el ajamí. Los bareiníes sunitas hablan una variedad que es más cercana al dialecto hablado en Catar, que se considera la variedad más prestigiosa usada en Baréin.
El idioma persa es la lengua extranjera que mayor influencia ha tenido sobre los dialectos de Baréin. Las diferencias entre el árabe bareiní (propiamente dicho) y las variedades de Baréin apuntan a orígenes históricos diferentes. Las principales diferencias entre la variedad bareiní y las variedades no bareiníes son evidentes en ciertas formas gramaticales y en la pronunciación. La mayor parte del vocabulario, sin embargo, es compartida por todas las variedades. Muchas palabras del árabe bareiní son préstamos léxicos del hindi, el turco o el inglés.

## Ejemplos de préstamos léxicos
bānka 'ventilador de techo' del persa
sōmān 'equipamiento' del hindi.
lētar 'más ligero' del inglés lighter.
wīl 'rueda' del inglés wheel.
tēm 'tiempo' del inglés time.
dareesha 'ventana' del turco.
dowshag  'colchón' del persa.
orradi 'ya' del inglés  already.

## Características
El árabe bareiní (llamado Baħrāni por sus hablantes) comparte las principales características del árabe del Golfo (como el árabe de Kuwait, EAU y Catar) además de algunas peculiaridades únicas. Las características generales incluyen el cambio del árabe estándar q > g (qamar > gamar 'luna'), la palatalización k > ch en algunas posiciones (kalb > chalb 'perro'), la lenición j > y en algunas localidades (jiħħe > yiħħe 'melón'). Además del cambio por el cual la terminación final -ah > -e en muchos casos.
Entre las características peculiares se encuentran el cambio th > f y dh > d. Sin embargo, muchos hablantes jóvenes evitan esas pronunciaciones.